# Eleições estaduais em Mato Grosso em 1978
As eleições estaduais em Mato Grosso em 1978 aconteceram sob as regras do Ato Institucional Número Três e do Pacote de Abril: em 1º de setembro a ARENA elegeu, por via indireta, o governador Frederico Campos, o vice-governador José Vilanova Torres e o senador Gastão Müller. Em 15 de novembro houve eleições diretas onde os governistas mato-grossenses elegeram os senadores Benedito Canelas e Vicente Vuolo e obteve a maioria das cadeiras entre os oito deputados federais e vinte e quatro estaduais que foram eleitos.
Nascido em Cuiabá, o engenheiro civil Frederico Campos formou-se na Universidade Federal do Rio de Janeiro em 1952 e nesse mesmo ano estabeleceu-se como pioneiro da indústria cerâmica em sua cidade natal. Em 1953 foi trabalhar na prefeitura de Várzea Grande e logo depois estava na iniciativa privada à frente de uma construtora. Assumiu uma cadeira de professor na Escola Técnica Federal de Mato Grosso, em 1956, onde lecionou até 1970. Nesse intervalo, trabalhou na Superintendência do Plano de Valorização Econômica da Amazônia (SPVEA), antecessora da Superintendência do Desenvolvimento da Amazônia (SUDAM). Seus passos iniciais na seara política foram no PSD, ingressando na ARENA quando o Regime Militar de 1964 instituiu o bipartidarismo. Nomeado prefeito de Cuiabá pelo governador Pedro Pedrossian em 1966, foi demitido em 1969 e nos cinco anos seguintes trabalhou na prefeitura de Cubatão. Retornou a Mato Grosso como secretário de Viação e Obras Públicas no governo José Garcia Neto e foi escolhido governador do estado pelo presidente Ernesto Geisel em 1978.

## Resultado da eleição para governador
Eleição realizada pelo Colégio Eleitoral.
| Candidatos a governador do estado | Candidatos a vice-governador | Número | Coligação             | Votação | Percentual |
| --------------------------------- | ---------------------------- | ------ | --------------------- | ------- | ---------- |
| Frederico Campos ARENA            | José Vilanova Torres ARENA   | -      | ARENA (sem coligação) | 76      | 100%       |
| Fontes:                           |                              |        |                       |         |            |

## Biografia dos senadores eleitos

### Gastão Müller
Nascido em Três Lagoas, o advogado Gastão Müller diplomou-se pela Universidade Federal de Mato Grosso em 1961 e formou-se em Geografia e História na Faculdade Nacional de Filosofia, localizada na Guanabara, sendo também professor e jornalista. Em 1948 foi oficial de gabinete das secretarias do Interior e Justiça e de Finanças no governo José Marcelo Moreira, trabalhando na Superintendência do Plano de Valorização Econômica da Amazônia (SPVEA) durante o governo do presidente Juscelino Kubitschek. Filiado ao PSD, presidiu o diretório municipal em Cuiabá e foi secretário-geral do diretório estadual em Mato Grosso, elegendo-se suplente de senador na chapa de Vicente Bezerra Neto em 1962, sendo convocado a exercer o mandato. Após ingressar na ARENA, foi eleito suplente de deputado federal em 1966, sendo efetivado em 1969, dias após o falecimento de Weimar Torres. Reeleito em 1970 e 1974, conquistou um mandato de senador por via indireta em 1978, cinco anos após a morte de seu tio, Filinto Müller. Quando o pluripartidarismo foi restaurado, ingressou no PP em 1980 e dois anos depois viu seu partido ser incorporado ao PMDB. Em 1985 votou em Tancredo Neves no Colégio Eleitoral e candidatou-se a reeleição numa sublegenda do PMDB em 1986, sem sucesso.

### Benedito Canelas
Paulista de São Manuel, o servidor público Benedito Canelas trabalhou na Companhia de Desenvolvimento do Estado de Mato Grosso (CODEMAT) antes de eleger-se vereador em Cáceres pela ARENA em 1966. A seguir venceu a eleição para deputado estadual em 1970, atuando como líder do governo José Fragelli e graças a esse destaque foi eleito deputado federal em 1974. Consumada a divisão de Mato Grosso ante a Lei Complementar n.º 31, de 11 de outubro de 1977, conquistou o mandato de senador via sublegenda em uma disputa interna na ARENA contra o ex-governador José Garcia Neto, em 1978. Quando o presidente João Figueiredo revogou o bipartidarismo, Benedito Canelas ingressou no PDS em 1980 e assumiu o comando da Fundação Milton Campos anos depois. Eleitor de Tancredo Neves no Colégio Eleitoral em 1985, aderiu ao PFL, mas não disputou a reeleição em 1986, encerrando sua vida pública ao final do mandato.

### Vicente Vuolo
Natural de Cuiabá, o advogado Vicente Vuolo é formado pela Universidade Federal do Rio de Janeiro em 1956. No ano seguinte, o governador João Ponce de Arruda o nomeou chefe de polícia. A seguir foi membro do Conselho Penitenciário de Mato Grosso, promotor de justiça em Cuiabá, procurador da República e procurador regional eleitoral. Eleito deputado estadual via PSD em 1958 e prefeito de Cuiabá em 1962, foi consultor jurídico do estado no governo Pedro Pedrossian. Eleito deputado estadual pela ARENA em 1970 e deputado federal em 1974, aproveitou uma circunstância política ímpar e elegeu-se senador via sublegenda para um mandato de quatro anos, em 1978, pois em Mato Grosso surgiu uma vaga extra em razão da Lei Complementar n.º 31, que legou Mendes Canale como senador por Mato Grosso do Sul por ele possuir domicílio em Miranda, cidade localizada no novo estado, embora tenha sido eleito pelo "estado-mãe" quatro anos antes. Após ingressar no PDS em 1980, candidatou-se à reeleição em 1982, mas renunciou às vésperas do pleito. Entretanto, como o Tribunal Regional Eleitoral de Mato Grosso não validou esse fato, seu nome constou em último lugar ao fim da apuração.

## Resultado da eleição para senador

### Mandato biônico de oito anos
A eleição para senador biônico preencheu a cadeira do falecido Filinto Müller.
| Candidatos a senador da República | Candidatos a suplente de senador               | Número | Coligação             | Votação | Percentual |
| --------------------------------- | ---------------------------------------------- | ------ | --------------------- | ------- | ---------- |
| Gastão Müller ARENA               | Valdon Varjão ARENA Marzavão de Siqueira ARENA | -      | ARENA (sem coligação) | 75      | 98,68%     |
| Fontes:                           |                                                |        |                       |         |            |

### Mandato direto de oito anos
O Tribunal Superior Eleitoral apurou 207.499 votos nominais (75,74%), 58.857 votos em branco (21,49%) e 7.575 votos nulos (2,77%) resultando no comparecimento de 273.931 eleitores na disputa pela vaga destinada à "chapa A".
| Candidatos a senador da República | Candidatos a suplente de senador | Número | Coligação            | Votação | Percentual |
| --------------------------------- | -------------------------------- | ------ | -------------------- | ------- | ---------- |
| Benedito Canelas ARENA            | Gabriel Müller ARENA -           | -      | ARENA (sublegenda 2) | 125.434 | 60,45%     |
| José Garcia Neto ARENA            | Arquimedes Pereira Lima ARENA -  | -      | ARENA (sublegenda 1) | 82.065  | 39,55%     |
| Fontes:                           |                                  |        |                      |         |            |

### Mandato direto de quatro anos
O Tribunal Superior Eleitoral apurou 220.896 votos nominais (80,64%), 39.918 votos em branco (14,57%) e 13.117 votos nulos (4,79%) resultando no comparecimento de 273.931 eleitores na disputa pela vaga destinada à "chapa B".
| Candidatos a senador da República | Candidatos a suplente de senador | Número | Coligação            | Votação | Percentual |
| --------------------------------- | -------------------------------- | ------ | -------------------- | ------- | ---------- |
| Raimundo Pombo MDB                | -                                | -      | MDB (sem coligação)  | 83.381  | 37,75%     |
| Vicente Vuolo ARENA               | -                                | -      | ARENA (sublegenda 1) | 47.565  | 21,53%     |
| Bento Porto ARENA                 | -                                | -      | ARENA (sublegenda 2) | 43.720  | 19,79%     |
| Joaquim Nunes Rocha ARENA         | -                                | -      | ARENA (sublegenda 3) | 31.939  | 14,46%     |
| Edgar Nogueira Borges MDB         | -                                | -      | MDB (sem coligação)  | 8.675   | 3,93%      |
| José Casal Del Rey Júnior MDB     | -                                | -      | MDB (sem coligação)  | 5.616   | 2,54%      |
| Fontes:                           |                                  |        |                      |         |            |

## Deputados federais eleitos
São relacionados os candidatos eleitos com informações complementares da Câmara dos Deputados.

Representação eleita
  ARENA: 6
  MDB: 2

| Deputados federais eleitos | Partido | Votação | Percentual | Cidade onde nasceu    | Unidade federativa |
| Júlio Campos               | ARENA   | 39.814  |            | Várzea Grande         | Mato Grosso        |
| Louremberg Nunes Rocha     | ARENA   | 23.555  |            | Poxoréu               | Mato Grosso        |
| Gilson de Barros           | MDB     | 19.109  |            | Cuiabá                | Mato Grosso        |
| Carlos Bezerra             | MDB     | 14.932  |            | Chapada dos Guimarães | Mato Grosso        |
| Cristino Cortes            | ARENA   | 13.919  |            | Barra do Garças       | Mato Grosso        |
| Afro Stefanini             | ARENA   | 13.733  |            | Campo Grande          | Mato Grosso do Sul |
| Milton Figueiredo          | ARENA   | 12.688  |            | Barão de Melgaço      | Mato Grosso        |
| Bento Lobo                 | ARENA   | 10.340  |            | Cuiabá                | Mato Grosso        |
| Fontes:                    |         |         |            |                       |                    |

## Deputados estaduais eleitos
Estavam em jogo 24 cadeiras da Assembleia Legislativa de Mato Grosso das quais a ARENA ficou com dezoito e o MDB com seis.

Representação eleita
  ARENA: 18
  MDB: 6

Fonteː
| Deputados estaduais eleitos | Partido | Votação | Percentual | Cidade onde nasceu          | Unidade federativa |
| Osvaldo Sobrinho            | ARENA   | 10.538  |            | Pirapozinho                 | São Paulo          |
| Oscar Ribeiro               | ARENA   | 8.086   |            | Santo Antônio de Leverger   | Mato Grosso        |
| Ary Leite de Campos         | ARENA   | 7.149   |            | Várzea Grande               | Mato Grosso        |
| Evaristo Cruz               | MDB     | 6.232   |            | Sereno de Cataguases        | Minas Gerais       |
| José Amando Mota            | ARENA   | 6.103   |            | Crateús                     | Ceará              |
| Sarita Baracat de Arruda    | ARENA   | 5.949   |            | Várzea Grande               | Mato Grosso        |
| Zanete Cardinal             | ARENA   | 5.710   |            | Bossoroca                   | Rio Grande do Sul  |
| Moisés Feltrin              | ARENA   | 5.635   |            | Corumbá                     | Mato Grosso do Sul |
| Benedito Alves Ferraz       | ARENA   | 5.358   |            | Cuiabá                      | Mato Grosso        |
| Hitler Sansão               | ARENA   | 5.286   |            | Barra do Bugres             | Mato Grosso        |
| João Bosco da Silva         | ARENA   | 5.129   |            | Nossa Senhora do Livramento | Mato Grosso        |
| Estevão Torquato da Silva   | ARENA   | 5.042   |            | Cuiabá                      | Mato Grosso        |
| Ricardo Corrêa              | ARENA   | 4.937   |            | Uberlândia                  | Minas Gerais       |
| Dante de Oliveira           | MDB     | 4.880   |            | Cuiabá                      | Mato Grosso        |
| Aldo Ribeiro Borges         | ARENA   | 4.717   |            | Lages                       | Santa Catarina     |
| Ubiratan Spinelli           | ARENA   | 4.435   |            | Poxoréu                     | Mato Grosso        |
| Oswaldo Cândido Pereira     | ARENA   | 4.332   |            | Paranatinga                 | Mato Grosso        |
| Djalma Carneiro da Rocha    | ARENA   | 4.041   |            | Formoso                     | Minas Gerais       |
| Eduino Jácomo Orione        | ARENA   | 3.981   |            | Guiratinga                  | Mato Grosso        |
| Cândido Borges Leal Júnior  | ARENA   | 3.970   |            | Rondonópolis                | Mato Grosso        |
| Isaías Borges de Rezende    | MDB     | 3.761   |            | Tangará da Serra            | Mato Grosso        |
| Márcio Lacerda              | MDB     | 3.038   |            | Corumbá                     | Mato Grosso do Sul |
| Paulo Nogueira              | MDB     | 2.998   |            | Alto Garças                 | Mato Grosso        |
| João da Silva Torres        | MDB     | 2.800   |            | Campo Verde                 | Mato Grosso        |
| Fontes:                     |         |         |            |                             |                    |